# Скерневиці (гміна)
Гміна Скерневіце (пол. Gmina Skierniewice) — сільська гміна у центральній Польщі. Належить до Скерневицького повіту Лодзинського воєводства.
Станом на 31 грудня 2011 у гміні проживало 7265 осіб.

## Площа
Згідно з даними за 2007 рік площа гміни становила 131.67 км², у тому числі:
- орні землі: 64.00%
- ліси: 29.00%

Таким чином, площа гміни становить 17.41% площі повіту.

## Населення
Станом на 31 грудня 2011:
| Опис     | Загалом | Загалом | Чоловіки | Чоловіки | Жінки | Жінки |
| -------- | ------- | ------- | -------- | -------- | ----- | ----- |
| одиниця  | осіб    | %       | осіб     | %        | осіб  | %     |
| все      | 7265    | 100     | 3616     | 49.77    | 3649  | 50.23 |
| міське   | 0       | 100     | 0        |          | 0     |       |
| сільське | 7265    | 100     | 3616     | 49.77    | 3649  | 50.23 |

## Сусідні гміни
Гміна Скерневіце межує з такими гмінами: Болімув, Ґлухув, Ґодзянув, Лишковіце, Макув, Неборув, Новий Кавенчин, Пуща-Марянська, Рава-Мазовецька.